# Lherm, Haute-Garonne
Lherm là một xã thuộc tỉnh Haute-Garonne trong vùng Occitanie tây nam nước Pháp. Xã này nằm ở khu vực có độ cao trung bình 225 mét trên mực nước biển.
Sông Touch chảy qua thị trấn.